# Tao Porchon-Lynch
Tao Porchon-Lynch (Canal da Mancha, 13 de agosto de 1918 – White Plains, 21 de fevereiro de 2020) foi uma atriz, escritora e mestre de ioga norte-americana, sendo registrada em 2012 no Livro Guinness dos Recordes como "a professora de ioga mais velha do mundo" aos 93 anos de idade.
Autora do livro Reflections: The Yogic Journey of Life, também foi atriz da Metro-Goldwyn-Mayer nas décadas de 1940 e 1950. Viveu no Condado de Westchester e mantinha um instituto de ioga.
Morreu no dia 21 de fevereiro de 2020, aos 101 anos.